# Nanpu-Brücke
Die Nanpu-Brücke (chinesisch 南浦大橋 / 南浦大桥, Pinyin Nánpǔ Dàqiáo) ist eine Schrägseilbrücke über den Huangpu-Fluss in Shanghai, China. Mit 432 Meter Spannweite war sie die erste Schrägseilbrücke mit einer Spannweite über 400 m in China. Sie gehört zu den hundert Schrägseilbrücken mit den größten Spannweiten der Welt.
Die Brücke überführt sieben Fahrstreifen einer Autobahn – drei westwärts führende und vier ostwärts führende. Auf beiden Seiten befinden sich Bürgersteige, die mit einem kostenpflichtigen Lift erreicht werden können und als Aussichtsplattform dienen. Die Nanpu-Brücke ist zusammen mit der Yangpu-Brücke eine der wichtigsten Straßenverbindungen zwischen der Innenstadt Puxi und dem Stadtbezirk Pudong östlich des Huangpu-Flusses. Beide Brücken sind Teil der Inneren Ringstraße von Shanghai.
Die Schrägseilbrücke wurde vom Ingenieurbüro der Stadt Shanghai und dem Institut für Städtebau der Universität Shanghai mit Unterstützung durch Holger S. Svensson aus dem Ingenieurbüro von Fritz Leonhardt entworfen. Erstmals wurden verbesserte Techniken für die rationelle Herstellung der Seilverankerung und der Seilummantelung angewendet. Ein besonderes Augenmerk wurde der aerodynamische Gestaltung der Brücke geschenkt, welche ein flattern der Brücke bei hohen Windgeschwindigkeiten verhindern soll. Der Bau begann am 15. Dezember 1988 und endete mit der Eröffnung am 1. Dezember 1991. Die Baukosten betrugen 814,7 Mio. ¥.
Die Hauptbrücke weist fünf Öffnungen mit den Pfeilerabständen 76,5 m + 94,5 m + 423 m + 94,5 m + 76,5 m auf. Die 150 m hohen Pylone tragen den 30,35 m breiten Brückenträger in Stahlverbundbauweise in einer Höhe von 46 m über dem Wasserspiegel, so dass 50.000-Tonnen-Schiffe unter der Brücke passieren können. Er besteht aus zwei I-förmigen mit Längsträger, auf denen vorgefertigte Betonplatten befestigt sind, die nach dem Auflegen durch einen Betonguss vor Ort mit den Kopfbolzen der Stahlkonstruktion verbunden wurden.
Der Brückenträger wird von zwei Seilebenen getragen, die an den H-förmigen Pylonen aus Stahlbeton verankert sind. Auf jeder Seite eines Pylonen befinden sich 22 Kabelpaare, die fächerförmig angeordnet sind. Von der Puxi-Seite führt die Lu Jiabing Road zu einer aufwändigen spiralförmige Auffahrtsrampe an, in welche das Autobahndreieck mit der Zhongshan Südstraße verbindet. Auf der Pudong-Seite schließt sich eine beinahe sieben Kilometer lange Zufahrt an, welche das Autobahnkreuz mit der Longyang Straße einschließt und im Zhangjiang Autobahnkreuz endet.